# Tolisława
Tolisława – staropolskie imię żeńskie. Składa się z członów Toli- (toliti – "uspokajać", też: "tulić"), i -sława ("sława"). Znaczenie imienia: "wyciszająca sławę", "skromna". Męski odpowiednik – Tolisław. W źródłach polskich poświadczone w XIV wieku (1333 rok).
Tolisława imieniny obchodzi 25 lutego i 25 czerwca.